# Orgasmo forçado

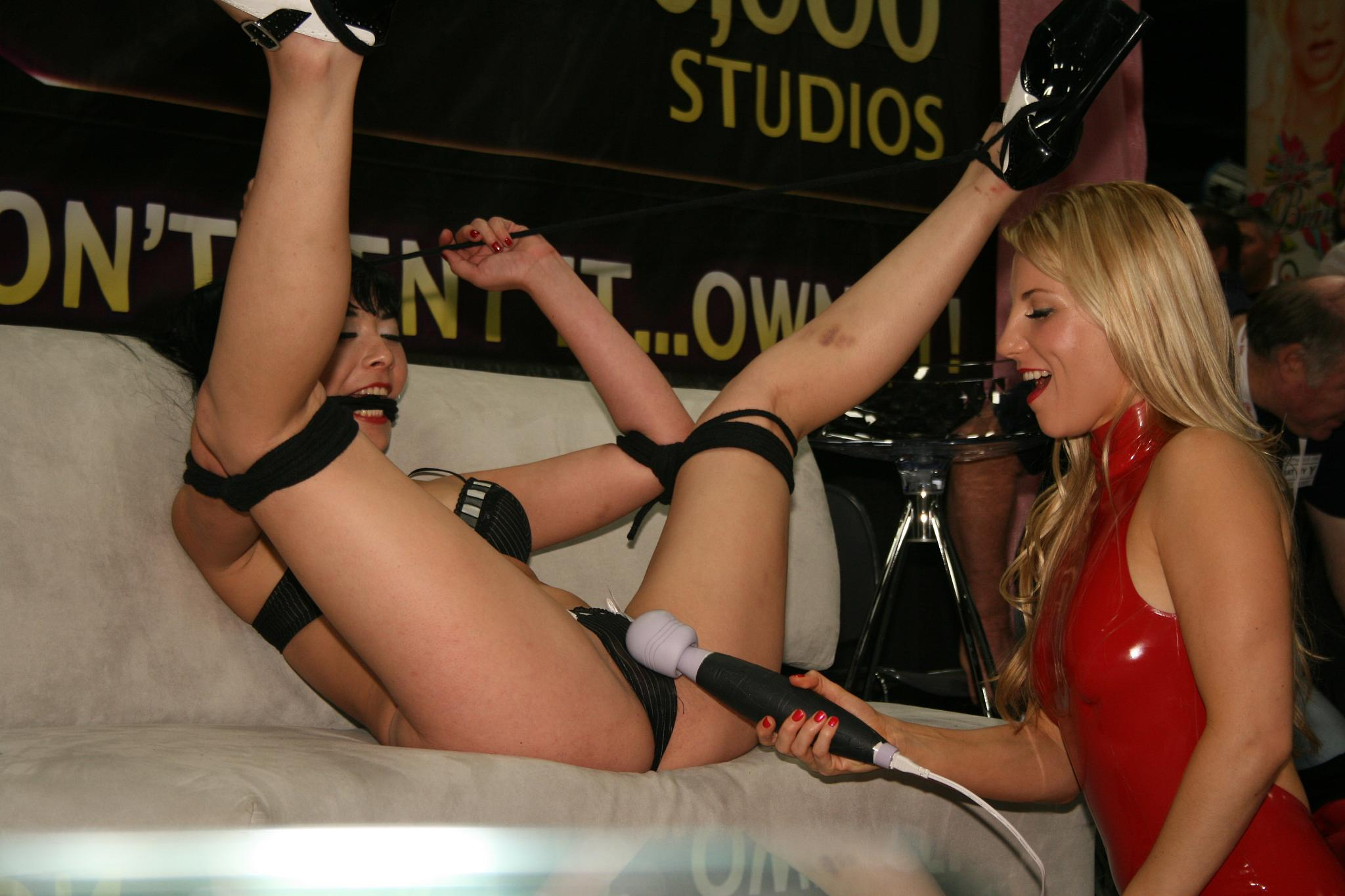
Vibrador sendo utilizado num orgasmo forçado durante um evento BDSM.

Orgasmo forçado (também conhecido como forced orgasm) é uma prática consensual BDSM onde uma pessoa consente em ser forçada a atingir o orgasmo, apesar de suas tentativas de evitar ou adiar. A pessoa que é levada ao orgasmo involuntário normalmente é submetida a restrições físicas, como ter os braços e as pernas amarradas.
Com o submisso amarrado e sem poder evitar a estimulação sexual, a pessoa que está na função dominadora estimula seu parceiro através dos genitais e outras zonas erógenas até acontecer o orgasmo. Nos homens, a maneira mais comum de atingir o orgasmo é pela estimulação sexual do pênis. Nas mulheres, a maneira mais comum de atingir o orgasmo é pela estimulação sexual direta do clitóris. As estimulações podem envolver também o uso de brinquedos sexuais, como vibradores, masturbadores automáticos e butt plugs.